# サッカーモナコ代表
サッカーモナコ代表（サッカーモナコだいひょう）は、モナコサッカー連盟によって構成される、モナコのサッカーのナショナルチームである。
国際サッカー連盟（FIFA）と欧州サッカー連盟（UEFA）には加盟していないため、FIFAワールドカップやUEFA欧州選手権には参加できず、他のチームとの対戦も国際Aマッチとは認められない。
2001年にはバチカン代表やジブラルタル代表と引き分けている。なお、リーグ・アンに所属しているASモナコとは別のチームであり無関係である。